# Phallostethidae
Phallostethidae – rodzina małych słodkowodnych i morskich ryb aterynokształtnych (Atheriniformes) charakteryzujących się spłaszczonym i niemal przezroczystym ciałem. Występują w Azji Południowo-Wschodniej. Zasiedlają wody słodkie, słonawe, rzadziej przybrzeżne wody morskie.

## Klasyfikacja
Rodzaje zaliczane do tej rodziny:
Gulaphallus — Neostethus — Phallostethus — Phenacostethus